# Доходность
Дохо́дность или ста́вка дохо́дности (англ. rate of return) — применяемый в экономике (в финансах) относительный показатель эффективности вложений в те или иные активы, финансовые инструменты, проекты или бизнес в целом. Доходность часто можно оценить как отношение абсолютной величины дохода к некоторой базе, которая представляет, обычно, сумму первоначальных вложений или вложений, которые необходимо осуществить для получения этого дохода.
{\displaystyle r={\frac {V_{e}-V_{b}}{V_{b}}}}
Где:
r — доходность;
Ve — стоимость финансового актива на конец периода;
Vb — стоимость финансового актива на начало периода.
При сравнении рациональных стратегий инвестирования доходность и риск изменяются в одном направлении, при прочих равных условиях обычно чем выше риск, тем  выше средняя доходность ценной бумаги. Высокий уровень риска непривлекателен для инвесторов, но высокая доходность является платой за этот риск.
Доходность обычно определяется в процентах.
Различают следующие виды доходности:
- Доходность к погашению (для облигаций)
- Текущая доходность (для акций и облигаций)
- Дивидендная доходность (для акций)
- Годовая процентная доходность
- Внутренняя доходность